# 槻木車站
槻木車站（日语：／ Tsukinoki eki */?）是一由東日本旅客鐵道（JR東日本）與阿武隈急行所共用的鐵路車站，位於日本宮城縣柴田郡柴田町槻木新町一丁目。槻木車站是JR東日本東北本線與第三部門鐵路線阿武隈急行線（原日本國鐵丸森線）的交會車站，也是後者的終點站。由兩家鐵路公司所共用的槻木車站是由隔鄰的船岡車站所代管，票務上由JR東日本委託子公司東北綜合服務（東北総合サービス）經營，管轄上則屬仙台分社的範圍。除了現有的兩家鐵路公司之外，在1899年到1929年之間，曾一度是一家名為角田馬車軌道（後來在蒸汽動力化之後改名為角田軌道）的路線起點站。
除了客運業務之外，在1997年之前日本貨物鐵道（JR貨物）曾在槻木設有貨運車站，但在廢站之前貨運服務早已停止運作多年。

## 車站結構
側式月台1面1線與島式月台1面2線，合計2面3線的地面車站。

### 月台配置
| 月台 | 路線          | 方向 | 目的地         | 備註                            |
| ---- | ------------- | ---- | -------------- | ------------------------------- |
| 1    | ■東北本線     | 上行 | 白石、福島方向 |                                 |
| 2    | ■阿武隈急行線 | -    | 梁川、福島方向 |                                 |
| 3    | ■東北本線     | 下行 | 岩沼、仙台方向 | 阿武隈急行線的直通列車於2號月台 |

## 相鄰車站
東日本旅客鐵道
■東北本線
□快速「仙台城市快速」、■普通
船岡－槻木－岩沼
阿武隈急行
■阿武隈急行線
東船岡－槻木

## 外部連結
- （日語）槻木車站（JR東日本） （页面存档备份，存于）
- （日語）槻木車站時刻表（阿武隈急行）